# Serghei Belous
Serghei Belous (Tiraspol, 21 novembre 1971) è un ex calciatore moldavo, di ruolo centrocampista.

## Palmarès

### Club

#### Competizioni nazionali
- Coppa di Moldavia: 3

Tiligul: 1992-1993, 1993-1994, 1994-1995